# Flaga Kajmanów
Flaga Kajmanów została przyjęta w 1959, przedtem używano flagi Wielkiej Brytanii. W 1999 flaga uległa niewielkiej zmianie. 
Wersja flagi z białym dyskiem jest nadal używana podczas imprez sportowych.
Flaga jest błękitną banderą z flagą Wielkiej Brytanii i herbem Kajmanów.